# Karl Friedrich von Posadowsky
Karl Friedrich comte von Posadowsky, baron von Postelwitz (né le 3 août 1695 à Lampersdorf et mort le 7 avril 1747 à Wriezen) est un lieutenant général prussien, chef du 1er régiment de dragons et l'Académie de chevalerie de Liegnitz.

## Biographie

### Origine
Karl Friedrich est le fils de Christian Adam von Posadowsky (né le 7 avril 1663 à Ohlau et mort le 11 octobre 1716 à Brieg) et de sa première épouse Anna Charlotte, née von Gfug (de) (née le 18 septembre 1672 à Manze et morte en 1695 à Lampersdorf) de la branche de Manzé. Son père est capitaine de l'abbaye de Quedlinbourg, doyen du monastère cathédrale de Saint-Maurice à Magdebourg, ancien de l'État d'Oels-Bernstadt et seigneur d'Ober- et Nieder-Lampersdorf et Eckersdorf.

### Carrière militaire
Après le lycée Sainte-Marie-Madeleine de Brieg, Posadowsky s'engage comme enseigne dans le régiment de la « Garde » de l'armée prussienne le 7 août 1712. Fin mars 1714, il devient sous-lieutenant dans son régiment et participe en 1715 à la campagne de Poméranie (de). Avant même le siège de Stralsund, le 6 décembre 1715, il est capitaine dans le 6e régiment de cuirassiers (de). Le 29 août 1718, Posadowsky devient major et le 8 juin 1722, lieutenant-colonel. Le roi l'envoie à Cassel fin janvier 1729 pour inspecter les troupes hessoises lors d'une revue.
Le 11 juin 1732, il devient colonel et un mois plus tard commandant de régiment. En août 1736, il abandonne le commandement et reprend le 9e régiment de cuirassiers « von Katte ». Fin août 1736, il est nommé gouverneur d'Oletzko. Le roi envoie Posadowsky en Eichsfeld en janvier 1740 et en Silésie en octobre de la même année.
Lorsque Frédéric II monte sur le trône en 1740, celui-ci lui décerne le Pour le Mérite. Pendant la première guerre de Silésie, le 3 janvier 1741, il conclut avec le colonel Kaspar Wilhelm von Borcke (de) un traité de neutralité avec la ville de Breslau. Lors de la bataille de Mollwitz le 10 avril 1741, il commande la cavalerie de l'aile gauche. Alors que la cavalerie de l'aile droite échoue, les unités de Posadowsky parviennent à remporter le succès. Après la bataille, le roi divise le 1er régiment de dragons « von Platen ». L'ancien chef du régiment, Hans Friedrich von Platen, reçoit les unités légères, qui forment désormais le 9e régiment de dragons du même nom, tandis que les unités lourdes restent dans le 1er régiment de dragons sous la direction de leur nouveau chef Posadowsky. Le 4 juin 1741, il est promu major général et en janvier 1742, il devient chef de l'Académie de chevalerie de Liegnitz. Il participe néanmoins à la campagne de Moravie et se rapproche de Vienne. En 1744, il combat en Silésie. Il participa aux batailles de Hohenfriedberg et est nommé chevalier de l'ordre de l'Aigle noir pour son courage sur le champ de bataille. Lors de la bataille de Soor, il combat sous les ordres de Wilhelm Dietrich von Buddenbrock et commande la cavalerie de l'aile gauche.
Le 19 novembre 1746, le roi le réprimande (« légèreté de l'esprit ») parce qu'il a confondu la trésorerie régimentaire avec la sienne. Il échappe à la cour martiale, mais le fonds est désormais géré par un lieutenant-colonel. Posadowsky meurt un peu plus tard, le 7 avril 1747.

### Famille

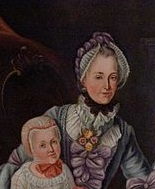
1771 Anna Eleonore Charlotte Friederike von Posadowsky, baronne von Postelwitz (1735-1813)

Posadowsky est marié avec Eleonore Elisabeth von Seidlitz et Gohlau (née le 9 mars 1702 et morte le 3 juin 1796 à Diersdorf) depuis le 6 novembre 1720. Le couple a les enfants suivants :
- Friedrich Wilhelm [13] (né le 17 septembre 1721 à Manze ; † 9 octobre 1781), maréchal de la cour prussienne, mariée :
  - le 13 janvier 1743 (divorcée le 27 juin 1746) avec Louise Wilhelmine marquise von Varenne (née le 27 mai 1725 et morte le 3 août 1757), fille du colonel Friedrich Wilhelm von Varenne (de)[14]
  - le 2 février 1761 avec Amalie von Wehner (morte en 1776)[15]
- Karl August Leopold (né le 31 mai 1724), major prussien
- Christian Wilhelm Siegmund (1725-1791), major général[16], marié le 5 septembre 1760 avec Luise Henriette Karoline Elisabeth von Hochberg (née le 14 janvier 1731 et morte le 18 février 1764)[17]
- Eugen Ferdinand August (né le 17 mai 1728 à Leubitz et mort le 21 avril 1777), capitaine prussien marié en 1765 avec Sophie Wilhelmine Charlotte Auguste von Schenck (née en 1729 et morte le 1er janvier 1815)
- Johann Adam Ludwig (né le 15 août 1731 à Halberstadt), major prussien marié avec Anna Eleonore von Tschammer
- Anna Eleonore Charlotte Friederike (née le 6 juillet 1735 à Aschersleben et morte le 27 janvier 1813) mariée avec Karl Friedrich comte von Pfeil und Klein-Ellguth (de) (né le 25 mai 1735 et mort le 3 avril 1807), administratrice de l'arrondissement
- Karoline Katharina Luise Henriette (née le 28 janvier 1738 à Angerburg et morte le 12 février 1824 à Gnadenfrei Pilawa)[18], mariée :
* en 1768 avec Hans Friedrich von Sauerma (né le 6 décembre 1699 et mort le 21 septembre 1779), haut fonctionnaire et conseiller du gouvernement
* en 1790 avec Karl Wilhelm von Tschirschky (1735-1802), député d'arrondissement, général de division[19]

Posadowsky est élevé au rang héréditaire de comte le 20 janvier 1743 pour lui-même et les descendants de son fils aîné.